# Viervector
Een viervector is een elementair wiskundig object in de (speciale) relativiteitstheorie. Het is een uitbreiding van het begrip vector in de klassieke natuurkunde. Net zoals een gewone natuurkundige vector een natuurkundige grootheid is die onafhankelijk van het coördinatenstelsel betekenis heeft, en afhankelijk van het coördinatenstelsel wordt gegeven door drie coördinaten, zo is een viervector een natuurkundige grootheid die ook onafhankelijk van het coördinatenstelsel betekenis heeft, en afhankelijk van het inertiaalstelsel wordt gegeven door een scalar en een vector, die bij elkaar gerepresenteerd worden door vier coördinaten.

## Inleiding
Het basisidee van de speciale relativiteitstheorie is het op gelijke voet behandelen van ruimte en tijd. Dit volgt uit het inzicht dat ruimte en tijd geen afzonderlijke grootheden zijn, maar tezamen één geheel vormen, ruimtetijd genaamd. Dit inzicht is een noodzakelijk gevolg van de experimentele waarneming dat de lichtsnelheid dezelfde waarde heeft, voor alle waarnemers die met constante snelheid ten opzichte van elkaar bewegen (inertiaalstelsels).
In de klassieke mechanica treedt een soortgelijk fenomeen op. Het is duidelijk dat men een systeem kan beschrijven in verschillende coördinatenstelsels. Er is dus geen absolute betekenis te geven aan wat men de {\displaystyle x}-, {\displaystyle y}- en {\displaystyle z}-coördinaat noemt. In de mechanica wordt vaak gebruikgemaakt van vectoren: veel grootheden, zoals snelheid, positie, kracht, e.d., die op natuurlijke wijze drie componenten hebben. Afzonderlijk hebben de componenten geen fysische betekenis, aangezien een andere keuze van assenstelsel de waarden van de componenten van de vector zal veranderen. Als geheel is een vector wel zinvol, en is hij dus eigenlijk mede gedefinieerd door hoe de componenten veranderen onder een verandering van assenstelsel.
Het begrip viervector generaliseert dit begrip, ruwweg door aan vectoren ook een tijd-component toe te voegen. Het eenvoudigste voorbeeld is de aanduiding van een plaats. In de klassieke mechanica gebeurt dit door drie coördinaten {\displaystyle x,y} en {\displaystyle z} op te geven. Dat beschrijft een bepaalde positie in de ruimte, zonder een tijdstip te specifiëren. Een positie-viervector (ruimtetijdpositie) ziet er als volgt uit:
{\displaystyle (ct,x,y,z)}
en bepaalt dus een positie {\displaystyle (x,y,z)} op een welbepaald tijdstip {\displaystyle t}. Anders uitgedrukt: deze vector beschrijft de positie van een gebeurtenis in de ruimtetijd. In de uitdrukking hierboven is {\displaystyle c} de lichtsnelheid, die als factor garandeert dat de verschillende componenten van de viervector alle dezelfde eenheid lengte hebben. Het is voor een bondige notatie gebruikelijk een vector {\displaystyle (x,y,z)} te schrijven als {\displaystyle x^{i}}, met {\displaystyle i=1,2,3}. Analoog noteert men een positie-viervector als
{\displaystyle {\vec {X}}^{\mu }=(X^{0},X^{1},X^{2},X^{3})}
met {\displaystyle \mu =0,1,2,3.}
Ook noteert men
{\displaystyle {\vec {X}}=(ct,x,y,z)}
Op gelijksoortige wijze kan men het verschil tussen twee posities in de ruimtetijd weergeven als volgt:
{\displaystyle \Delta {\vec {X}}=(\Delta ct,\Delta x,\Delta y,\Delta z)}

### Minkowskitensor
De minkowskitensor {\displaystyle \eta _{\mu \nu }=\mathrm {diag} (1,-1,-1,-1)} is de metrische tensor voor de speciale relativiteitstheorie. Deze definieert een symmetrische bilineaire vorm voor viervectoren:
{\displaystyle {\vec {U}}\cdot {\vec {V}}=\eta _{\mu \nu }U^{\mu }V^{\nu }=\left(U^{0},U^{1},U^{2},U^{3}\right)\left({\begin{matrix}1&0&0&0\\0&-1&0&0\\0&0&-1&0\\0&0&0&-1\end{matrix}}\right){\begin{bmatrix}V^{0}\\V^{1}\\V^{2}\\V^{3}\end{bmatrix}}=U^{0}V^{0}-U^{1}V^{1}-U^{2}V^{2}-U^{3}V^{3}}
met bijbehorende kwadratische vorm:
{\displaystyle {\vec {U}}\cdot {\vec {U}}=\eta _{\mu \nu }U^{\mu }U^{\nu }=(U^{0})^{2}-(U^{1})^{2}-(U^{2})^{2}-(U^{3})^{2}}
Soms wordt een andere tekenconventie gebruikt waarbij de matrix {\displaystyle \eta _{\mu \nu }} tegengestelde tekens op de diagonaal heeft: {\displaystyle (-1,1,1,1)}

### Lorentztransformaties
In de speciale relativiteitstheorie worden de galileitransformaties vervangen door lorentztransformaties. Deze beschrijven hoe coördinaten veranderen als men van inertiaalstelsel verandert, dat wil zeggen overstapt naar een stelsel dat met een constante snelheid ten opzichte van het eerste beweegt. Als deze snelheid in de (positieve of negatieve) {\displaystyle x}-richting is, dan geldt:
{\displaystyle {\begin{cases}ct'&=\gamma \left(ct-{\frac {v}{c}}x\right)\\x'&=\gamma (x-vt)=\gamma \left(x-{\frac {v}{c}}ct\right)\\y'&=y\\z'&=z\end{cases}}}
met {\displaystyle \gamma ={\frac {1}{\sqrt {1-{\frac {v^{2}}{c^{2}}}}}}} de lorentzfactor.
Men kan dit ook als matrix schrijven:
{\displaystyle {\begin{bmatrix}ct'\\x'\\y'\\z'\end{bmatrix}}={\begin{bmatrix}\gamma &-\beta \gamma &0&0\\-\beta \gamma &\gamma &0&0\\0&0&1&0\\0&0&0&1\\\end{bmatrix}}{\begin{bmatrix}c\,t\\x\\y\\z\end{bmatrix}}\ }
met {\displaystyle \beta ={\frac {v}{c}}} en {\displaystyle \gamma ={\frac {1}{\sqrt {1-\beta ^{2}}}}}

Als de relatieve snelheid {\displaystyle {\vec {v}}=(v_{x},v_{y},v_{x})} van de stelsels in een willekeurige richting is, krijgt men in blokmatrixnotatie:
{\displaystyle {\begin{bmatrix}ct'\\{\vec {r}}'\end{bmatrix}}={\begin{bmatrix}\gamma &-\gamma {\vec {\beta }}^{\mathrm {T} }\\-\gamma {\vec {\beta }}&\mathbf {I} +(\gamma -1){\vec {\beta }}{\vec {\beta }}^{\mathrm {T} }/\beta ^{2}\\\end{bmatrix}}{\begin{bmatrix}ct\\{\vec {r}}\end{bmatrix}}\,}
waarbij {\displaystyle \mathbf {I} } de 3×3-eenheidsmatrix is en {\displaystyle {\vec {\beta }}={\vec {v}}/c}; T geeft transponering aan.
Deze symmetrische matrix is van toepassing bij een verandering van inertiaalstelsel zonder rotatie, en met gelijkblijvende oorsprong, ook voor alle andere typen viervectoren.

## Einsteinnotatie
In einsteinnotatie met onderscheid tussen covariante viervectoren (zoals de vierpositie) en contravariante viervectoren, zoals hierboven al toegepast, geldt voor een met contravariante viervector {\displaystyle U^{\mu }} geassocieerde covariante vector {\displaystyle U_{\nu }}:
{\displaystyle U_{\nu }=\eta _{\mu \nu }U^{\mu }}
en omgekeerd:
{\displaystyle U^{\mu }=\eta ^{\mu \nu }U_{\nu }}
hierbij is {\displaystyle \eta ^{\mu \nu }} de inverse van minkowskitensor {\displaystyle \eta _{\mu \nu }}, die dezelfde elementen heeft, de matrix is weer {\displaystyle \mathrm {diag} (1,-1,-1,-1)}.
De lorentzinvariantie houdt in dat {\displaystyle \eta _{\mu \nu }U^{\mu }U^{\nu }=U^{\mu }U_{\mu }} niet van het inertiaalstelsel afhangt.

## Voorbeelden

### Positie-viervector
De al genoemde positie-viervector/ruimtetijdpositie is van de vorm {\displaystyle {\begin{bmatrix}ct\\{\vec {r}}\end{bmatrix}}}. Voor een object krijgt men als functie van de eigentijd {\displaystyle \tau } dus {\displaystyle {\begin{bmatrix}ct(\tau )\\{\vec {r}}(\tau )\end{bmatrix}}}.
Onder ruimtetijdinterval wordt verstaan {\displaystyle c^{2}(\Delta t)^{2}-||\Delta {\vec {r}}||^{2}}, wat niet van het inertiaalstelsel afhangt.

### Viersnelheid
De viersnelheid {\displaystyle \mathbf {V} } van een object is de afgeleide van de ruimtetijdpositie als functie van de eigentijd, {\displaystyle \mathbf {V} \gamma {\begin{bmatrix}c\\{\vec {v}}\end{bmatrix}}}, met {\displaystyle {\vec {v}}} de gewone snelheid.
Er geldt {\displaystyle g_{\mu \nu }\mathbf {V} ^{\mu }\mathbf {V} ^{\nu }=\mathbf {V} ^{\mu }\mathbf {V} _{\nu }=c^{2}}.

### Vierimpuls
De vierimpuls is de viervector corresponderend met de impuls, dus de rustmassa m0 maal de viersnelheid:
{\displaystyle \mathbf {P} =m_{0}\mathbf {V} =m_{0}\gamma {\begin{bmatrix}c\\{\vec {v}}\end{bmatrix}}={\begin{bmatrix}E/c\\{\vec {p}}\end{bmatrix}}}
{\displaystyle {\vec {p}}=m_{0}\gamma {\vec {v}}} is hierbij de relativistische impuls.
Er geldt {\displaystyle \eta _{\mu \nu }\mathbf {P} ^{\mu }\mathbf {P} ^{\nu }=\mathbf {P} ^{\mu }\mathbf {P} _{\nu }=m_{0}^{2}c^{2}=E^{2}/c^{2}-||{\vec {p}}||^{2}} (energie-impulsrelatie).

### Vierkracht
De vierkracht is de viervector corresponderend met kracht. Het is de afgeleide naar de eigentijd van de vierimpuls:
{\displaystyle \mathbf {F} ={\frac {\mathrm {d} \mathbf {P} }{\mathrm {d} \tau }}}
De generalisatie van de tweede wet van Newton kan met viervectoren geschreven worden als:
{\displaystyle \mathbf {F} =m\mathbf {A} =\left(\gamma {\frac {\mathrm {d} \gamma }{\mathrm {d} t}}mc,\gamma {\vec {f}}\right)}
met
{\displaystyle {\vec {f}}=m\left({\frac {\mathrm {d} \gamma }{\mathrm {d} t}}{\vec {v}}+\gamma {\frac {\mathrm {d} {\vec {v}}}{\mathrm {d} t}}\right)}